# Халепці

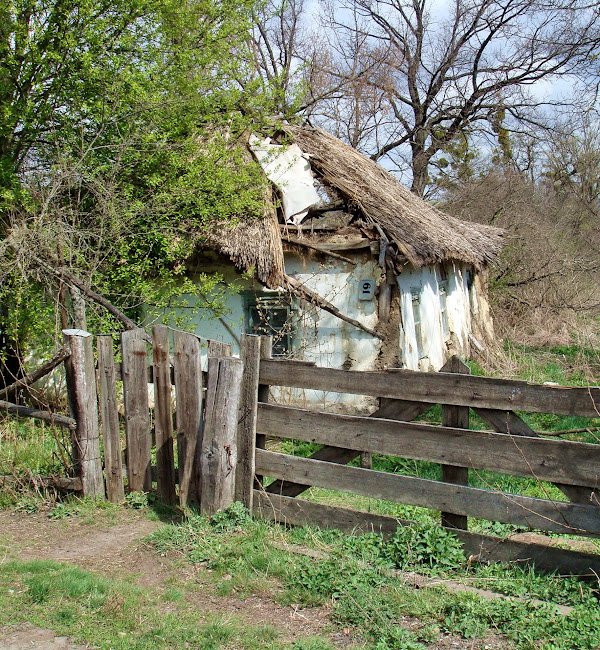
Козацька хата у селі Халепці приблизно 1902 року побудови

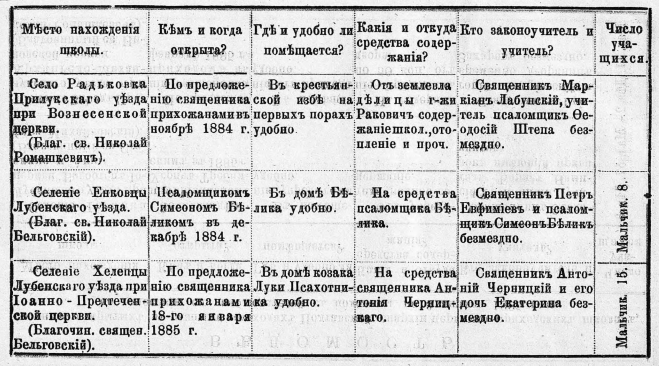
Інформація про відкриття у 1885 року у будинку халепецького козака Плахотника Луки школи для навчання місцевих дітей

Хале́пці —  село в Україні, в Лубенському районі Полтавської області. Населення становить 218 осіб. Колишній орган місцевого самоврядування — Калайдинцівська сільська рада.

## Географія
Село Халепці знаходиться на правому березі річки Удай, вище за течією на відстані 2,5 км розташоване село Біївці, нижче за течією на відстані 0,5 км розташоване село Лушники, на протилежному березі - село Лісова Слобідка. Річка в цьому місці звивиста, утворює лимани, стариці та заболочені озера.

## Історія села

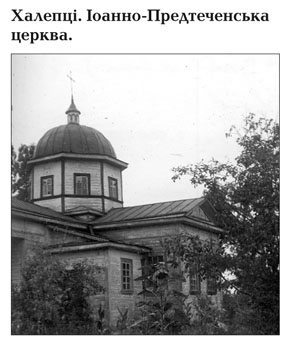
Церква Іоана Предтечі у селі Халепці 1858 року побудови

Розташування села Халепці неподалік полкового центру Лубенського полку - міста Лубни обумовило той факт, що значна частина населення села Халепців належала до козацького стану з 1650-х років і аж до окупації більшовиками території України.
1721 року у Халепцях було збудовано першу церкву. Це була будівля з глинобитними стінами і земляною підлогою. Пізніше вона була замінена на дерев’яну. Існування цієї церкви засвідчували євангеліє московського друку 1722, пожертвуване Семеном Іващенком 1726, а також Апостол київського друку 1722, пожертвуваний Семеном Аврамовичем Винниковим 1731.
Дерев’яна церква проіснувала до 1850-х, коли згоріла. На її місці 1858 збудовано нову. 1893 церкву перебудовано, замість плетеної обведено дерев’яною огорожею, прибудовано дерев’яну дзвіницю.Станом на 1837 «земли при сей церкви усадебной, ружной и собственной церкви принадлежавшей не было и не имеется». У 1902 володіла 33,5 дес. землі ружної, у т. ч. 0,5 дес. садибної. Мала будинок для квартири священика; у парафії – церковнопарафіяльна школа (містилася у власному будинку), братство, яке опікувалося утриманням церковнопарафіяльної школи. 1902 парафіян – 406 душ чоловічої, 389 душ жіночої статі; 1912 парафіян козаків – 803, селян – 77. І. ц. вважалася позаштатною, тому громада платила священику 75, а згодом 150 руб. Релігійна громада відновила діяльність 1944. Була зареєстрована органами радянської влади 08.02.1948 за № 223. Для релігійних відправ використовувала приміщення старої церкви площею 147 кв. м. Знята з державної реєстрації 1962. Із священиків відомі: Іван Никифоров, його син Леонтій Іванов, його зять Михайло Богонос, син Леонтія – Павло Косинський (1771), ієрей Іван Іванович Базилевський (з 1806, 51 р., мав дружину Марію Стефанівну 49 р., дітей Феодосію 20 р., Тетяну 10 р., Самуїла 7 р.), ієрей Іван Іванович Кандиба (до 1816, 22 р., мав дружину Уляну 20 р., доньку Півонію 2 р.), ієрей Фома Климентійович Прокопенко (з 13.06.1821, після смерті дружини 1838 утримував дітей: Параскеву 24 р., Варвару 16 р., Олексія 14 р.), ієрей Матвій Миколайович Лаптєв (з 07.10.1845, 37 р., мав дружину Килину Петрівну 37 р., дітей Любов 19 р. Георгія 10 р., Марію 9 р., Параскеву 7 р., Аполлінарія 4 р., Єлизавету 8,5 міс.), ієрей Феодосій Іванович Матковський (1859, 28 р., мав дружину Феодосію Іванівну 18 р.), Петро Миколайович Бельговський (1902, у сані з 1898), Микита Петрович Животков (1912); із псаломщиків: Григорій Симонович Диаконенко (1902, на посаді з 1886, стихар 1893), Дмитро Олексійович Рєдін (1912).
У 1884 році за пропозицією священника місцевої церкви Бельговського у будинку наданого халепецьким козаком Лукою Плахотником було відкрито церковно-приходську школу.
У 1902 володіла 33,5 дес. землі ружної, у т. ч. 0,5 дес. садибної. Мала будинок для квартири священика. Діяли бка; у парафії – церковнопарафіяльна школа (містилася у власному будинку), братство, яке опікувалося утриманням церковнопарафіяльної школи. 1902 парафіян – 406 душ чоловічої, 389 душ жіночої статі; 1912 парафіян козаків – 803, селян – 77. І. ц. вважалася позаштатною, тому громада платила священику 75, а згодом 150 руб.
У фонді 977, журнал 291 Державного архіву Полтавської області зберігається справа про призов на військову службу козака села Халепців (Хелепців) Тарандищенської волості Плахотника Фоми Демидовича по другій призовній дільниці. У справі також зазначений склад сім'ї Фоми Демидовича, а саме батька Демида (51 років), матері (50 років), братів Грицька (27 років), Івана (14 років), Петра (9 років), Сергія (7 років) та сестер Параскеви (16 років), Ірини (12 років). На той час родина переселилася з села Халепців та проживала в Орському повіті Оренбургської губернії. Батько Демид помер 12 січня, а брат Грицько 26 березня 1901 року. 
Місцеві козаки володіли переважною більшістю земель навколо села, мали необхідний сільськогосподарський реманент та декілька вітряних млинів. 
Серед церковних старост села відомі: козак Микита Єрмолайович Шульга (був старостою у 1902 році) та козак Лупп Іоаннович Шульга (у 1912 році).
12 червня 2020 року, відповідно до розпорядження Кабінету Міністрів України № 721-р «Про визначення адміністративних центрів та затвердження територій територіальних громад Полтавської області», село увійшло до складу Лубенської міської громади.
19 липня 2020 року, в результаті адміністративно - територіальної реформи та ліквідації Лубенського району(1923-2020), село увійшло до складу новоутвореного Лубенського району.

## Населення
Згідно з переписом УРСР 1989 року чисельність наявного населення села становила 283 особи, з яких 121 чоловік та 162 жінки.
За переписом населення України 2001 року в селі мешкало 212 осіб.

### Мова
Розподіл населення за рідною мовою за даними перепису 2001 року:
| Мова       | Відсоток |
| ---------- | -------- |
| українська | 99,08 %  |
| російська  | 0,46 %   |
| інші       | 0,46 %   |